# Albert Pasquier
Albert Pasquier (* 27. Juni 1892 in Sâles; † 24. Oktober 1976 ebenda, heimatberechtigt in Sâles) war ein Schweizer Politiker (CVP). Er gehörte zu den Vorkämpfern der künstlichen Besamung in der Schweiz.

## Biografie
Albert Pasquier kam am 27. Juni 1892 in Sâles als Sohn des Landwirts und Freiburger Grossrats Jean Pasquier und der Marie geborene Favre zur Welt. Nach dem Abschluss seiner schulischen Ausbildung war Pasquier als Landwirt (Züchter) sowie Gemeindeschreiber in Sâles tätig.
Daneben fungierte Albert Pasquier von 1937 bis 1961 als Präsident der Fédération suisse d’élevage Tachetée Noire (Schweizerischer Schwarzfleckviehzuchtverband), von 1941 bis 1952 und von 1956 bis 1958 des Zuchtstiermarkts Bulle sowie von spätestens 1946 bis mindestens 1960 des leitenden Ausschusses des Syndicat agricole de la Gruyère sowie als Vizepräsident des Bezirksgerichts Greyerz, des Kirchenrats und als Kassier des Altersheims St. Joseph in Sâles. Zudem war er Vorstandsmitglied des Freiburger Bauernverbands und ab 1943 Mitglied des Verbandsvorstandes des Schweizerischen Bauernverbands.
Albert Pasquier heiratete in erster Ehe 1920 Hermine-Marie, Tochter des Alphonse Castella, in zweiter Ehe 1953 Bernadette-Catherine, Tochter des Eugène Genoud. Er verstarb am 24. Oktober 1976 84-jährig in Sâles.

## Politischer Werdegang
Albert Pasquier trat der Christlichdemokratischen Volkspartei bei. Seine politische Karriere begann im Jahr 1913 mit seiner Wahl in den Gemeinderat von Sâles, dem er bis 1963 angehörte, davon zwischen 1931 und 1935 in der Funktion des Gemeindepräsidenten. Auf kantonaler Ebene war er zwischen 1942 und 1947 im Freiburger Grossrat vertreten. Darüber hinaus nahm Pasquier auf Bundesebene für den Kanton in den Jahren 1943 bis 1951 Einsitz in den Nationalrat. Dort galt sein Engagement in erster Linie den Anliegen der Landwirte.